# Чиршки, Карл
Карл Густав Хуго Чиршки (нем. Karl Gustav Hugo Tschierschky; 15 марта 1906, Фриденсхютте, Верхняя Силезия, Германская империя — 18 сентября 1974, Росас, Испания) — штандартенфюрер СС, начальник СД в штабе айнзацгруппы A, сотрудник Главного управления имперской безопасности.

## Биография
Карл Чиршки родился 15 марта 1906 года в Верхней Силезии в семье военнослужащего. После окончания школы учился на коммерсанта. В 1920-х годах был директором биржи труда в Мангейме.
В 1926 году стал членом Штурмовых отрядов (СА). 1 января 1931 года был зачислен в ряды СС (№ 19984), а 1 февраля 1932 года вступил в НСДАП (билет № 918746). В 1935 году поступил на службу в Главное управление СС по вопросам расы и поселения. В январе 1938 года о Чиршки узнал Рейнхард Гейдрих, который распорядился перевести его в СД. В том же году получил звание штурмбаннфюрера СС.
В 1940 году стал заместителем руководителя центра иммиграции в Готенхафене на территории оккупированной Польши. На этой должности принимал участие в переселении бессарабских немцев в Германию. 17 и 18 декабря 1940 года присутствовал на заседании имперской торговой палаты в Саксония, где было принято решение использовать Польшу в качестве места для размещения подневольных рабочих. 
В 1941 и 1942 году был руководителем СД в штабе айнзацгруппы A. С мая 1942 года был командиром айнзакоманды 1c. С октября 1942 по апрель 1944 года возглавлял лейтабшнит СД в Дрездене. 13 апреля 1944 года был назначен руководителем ведомства VI C (Советский Союз), которое входило в состав внешней разведки СД и, в свою очередь, в Главное управление имперской безопасности. 28 ноября 1944 года Гиммлер назначил Чиршки начальником штаба организации Вервольф. 10 марта 1945 года ему было присвоено звание штандартенфюрера СС.
После окончания войны работал представителем одной из торговых фирм во Франкфурте-на-Майне. В 1964 году недолгое время находился в предварительном заключении. Согласно обвинительному заключению прокуратуры Гамбурга, Чиршки вменялось в вину то, что в 1941 году он отдал приказ о проведении массовых расстрелов евреев близ Риги, в результате которых было убито 50 человек. Умер 18 сентября 1974 года.